# 後藤友輔
後藤 友輔（ごとう ゆうすけ）は、日本のミュージシャン、音楽プロデューサーである。「To Be Continued」のリーダーで作詞、作曲、キーボード、ギターを担当。「Her knuckle」のメンバー。アバロンミュージックスクール・アバロン声優スクールを運営する株式会社アバロンワークスの代表取締役(法人番号: 9011202012749)。

## 略歴
横浜国立大学卒。サークル「アルビレオ」に在籍。在学中にプロのキーボーディストのオーディションに合格。キーボーディストとして活動を始める。
その後、数々のアーティストのサポートミュージシャンとして活動。アイドルのプロデュースをしていた時に、佐藤鷹と知り合い
「To Be Continued」を結成。ボーカルの岡田浩暉が加入し、1991年ソニーレコードよりデビュー。
TBSドラマ「もしも願いが叶うなら」の挿入歌「君だけを見ていた」が50万枚超を売り上げ、オリコン最高順位4位となるヒットを記録。
また「To Be Continued」として5作目のオリジナルアルバム「DAY BEARK」には現時点で唯一のリードボーカル曲「SMILE FOR ME」が収録されている。
2000年に「To Be Continued」が活動休止に入って以降、2004年に「アバロンミュージックスクール」後に「アバロン声優スクール」を設立。全国15カ所でレッスンを行っている。
2020年3月12日、葉菜子と音楽プロジェクトHer knuckleを設立。2021年6月に葉菜子の脱退を期にソロプロジェクトとなる。
2022年2月、新たに「Cat Pajama」を立ち上げ、1st single「Darling darling」を配信。

## 出演

### テレビ
- 愛していると言ってくれ（1995年TBS） - 古谷 昭夫役

### ラジオ
- TBSラジオの音楽新人発掘番組「D-CHANCE」（ナビゲーターはDJ.ナイク）に審査委員長として出演。

### CM
- 「SONY WALKMAN」のCMナレーションを担当。

## 著書
- 「魔法のボイストレーニング」（日東書院）2011年。ISBN 978-4-528-01778-8
- 「スマホで簡単レッスン 究極のボイトレ 」（主婦の友社）2018年。ISBN 978-4-07-432372-2

## 参考
- To Be Continued | ORICON NEWS